# Gevlekte zeebaars
De Gevlekte zeebaars (Dicentrarchus punctatus) is een straalvinnige vis uit de familie van Moronidae en behoort derhalve tot de orde van baarsachtigen (Perciformes). De vis kan een lengte bereiken van 70 cm.

## Leefomgeving
Dicentrarchus punctatus komt in zeewater en brak water voor. De vis prefereert een subtropisch klimaat en leeft hoofdzakelijk in de Atlantische Oceaan. Bovendien komt Dicentrarchus punctatus voor in de Middellandse Zee. De diepteverspreiding is 0 tot 30 m onder het wateroppervlak.

## Relatie tot de mens
Dicentrarchus punctatus is voor de visserij van beperkt commercieel belang. In de hengelsport wordt er weinig op de vis gejaagd.